# Английский коттеджный сад

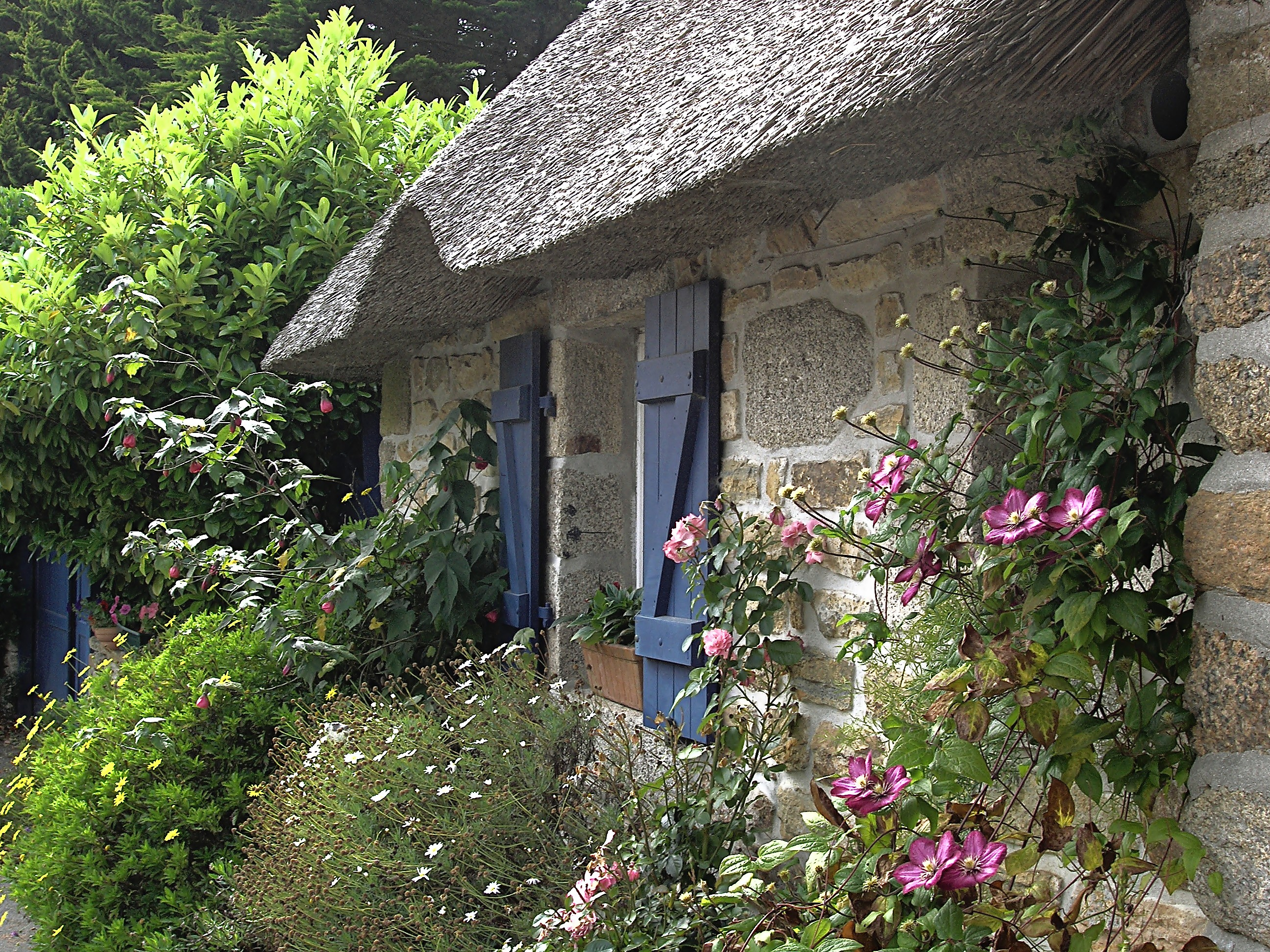
Розы, клематисы, соломенная крыша : коттеджный сад в Бретани.

Коттеджный сад (англ. Cottage garden) —  садовый стиль, в котором используются неформальный дизайн, традиционные материалы, загущённые посадки и смесь декоративных и съедобных растений.  Изначально возник как традиционные сады небогатых сельских усадеб, возникших в Британии в период раннего Возрождения. Английский по происхождению, он зависит от изящества и обаяния, а не от величия и формальной структуры. Домашние и функциональные сады, связанные с коттеджами, уходят в прошлое, но их стилизованное переосмысление произошло в Англии 1870-х годов как реакция на более структурированные, строго поддерживаемые усадебные сады с их формальным дизайном и массовыми посадками тепличных однолетников.
Самые ранние коттеджные сады были более утилитарными, чем сегодняшние, с преобладанием овощей и трав, фруктовых деревьев, возможно, ульев и даже домашнего скота. Цветы, используемые для заполнения пространства, постепенно стали занимать основное место. Традиционный коттеджный сад обычно огорожен воротами, увитыми розами. Цветы, распространенные в ранних коттеджных садах, традиционно включали красиво цветущие растения, такие как примулы и фиалки, а также цветы для домашнего использования, такие как календула и различные травы. Другие были богато ароматными старомодными розами, распускавшимися раз в год, и простыми цветами, похожими на маргаритки. Со временем в больших усадебных садах стали включать участки, оформленные в стиле коттеджного сада.
Современные коттеджные сады включают в себя бесчисленные региональные и индивидуальные вариации и включают растительные материалы, такие как декоративные травы или местные растения, которых нет в сельских садах дачников. Традиционные розы с их полным ароматом и пышной листвой продолжают оставаться опорой коттеджного сада — наряду с современными устойчивыми к болезням сортами, сохраняющими традиционные свойства. Также распространены неформальные вьющиеся растения, будь то традиционные или современные гибриды, а также самосевные однолетники и свободно раскидистые многолетники, предпочитаемые в садах традиционных дачников.

## История

### Истоки

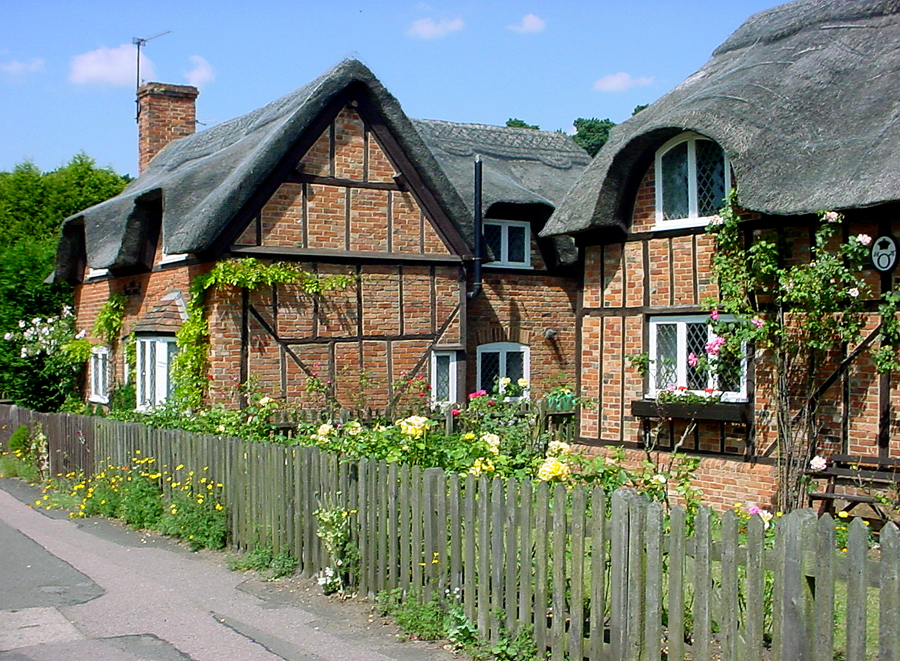
Традиционные соломенные коттеджи (построенные в 1812–1816 гг.) на Воберн-стрит, Амптхилл, Бедфордшир, окруженные садом.

Коттеджные сады, возникшие в елизаветинские времена, по-видимому, возникли как местный источник трав и фруктов. Одна из теорий состоит в том, что они возникли из-за Черной смерти 1340-х годов, когда смерть стольких рабочих освободила землю для небольших коттеджей с личными садами. Согласно легенде о происхождении конца XIX века, эти сады изначально были созданы рабочими, которые жили в хижинах деревень, чтобы обеспечить их продуктами питания и травами, с высаженными цветами для украшения. Хелен Лич проанализировала историческое происхождение романтизированного коттеджного сада, подвергнув стиль сада строгому историческому анализу, наряду с декоративным огородом и травяным садом . Она пришла к выводу, что их происхождение было не столько в садах рабочих в 19 веке, сколько в открытии праздными классами простых выносливых растений, отчасти благодаря трудам Джона Клавдия Лаудона. Лаудон помог спроектировать поместье в Грейт-Тью, Оксфордшир, где сельскохозяйственным рабочим были предоставлены коттеджи, архитектурное качество которых соответствовало приусадебному участку или большому саду площадью около акра, где они могли выращивать пищу и держать свиней и кур. 
Настоящие сады дачника-йомена должны были включать улей и домашний скот, а часто свиней и свинарник, а также колодец. Крестьянин-дачник средневековья больше интересовался мясом, чем цветами, травами, выращиваемыми для медицинских целей и приготовления пищи, а не из-за их красоты. К елизаветинским временам было больше процветания и, следовательно, больше места для выращивания цветов. Даже ранние цветы в дачном саду, как правило, имели свое практическое применение: фиалки расстелили на полу (из-за их приятного запаха и защиты от вредителей); календулы и первоцветы были привлекательными и использовались в кулинарии. Другие, такие как гвоздика турецкая и мальва, выращивались исключительно из-за их красоты.

### Разработка
«Естественность» неформального дизайна стала замечать и развивать британский праздный класс. Александр Поуп был одним из первых сторонников менее формальных садов, призывая в статье 1713 года к садам с «любезной простотой неукрашенной природы».  Среди других писателей 18-го века, которые поощряли менее формальные и более естественные сады, были Джозеф Аддисон и лорд Шефтсбери . Эволюцию коттеджных садов можно проследить в выпусках журнала The Cottage Gardener (1848–1861 гг.) под редакцией Джорджа Уильяма Джонсона, где акцент делается непосредственно на «цветочных цветах», гвоздиках и ушнковидных примул в причудливых разновидностях, которые первоначально выращивались как высококонкурентное хобби рабочих.

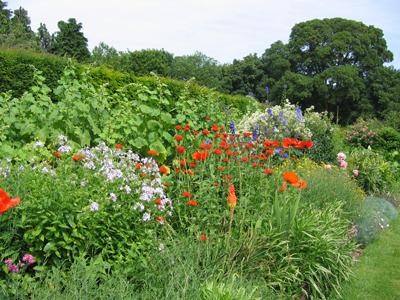
Восстановлена рабатка Гертруды Джекилл в особняке, Аптон-Грей, Хэмпшир.

Уильям Робинсон и Гертруда Джекил помогли популяризировать менее формальные сады в своих многочисленных книгах и журнальных статьях. «Дикий сад » Робинсона, опубликованный в 1870 году, содержал в первом издании эссе «Сад британских полевых цветов», которое было исключено из более поздних изданий.  В своем «Английском цветочном саду», проиллюстрированном коттеджными садами из Сомерсета, Кента и Суррея, он заметил: «Один урок этих маленьких садов, которые так красивы, заключается в том, что можно получить хорошие эффекты из простых материалов». С 1890-х годов его давний друг Джекил применяла принципы дачного сада к более структурированным проектам даже в довольно больших загородных домах. Ее «Цвет в цветочном саду» (1908 г.) издается до сих пор.
Робинсон и Джекил были частью Движения искусств и ремесел, более широкого движения в искусстве, архитектуре и ремеслах в конце 19 века, которое выступало за возвращение к неформальному стилю посадки, заимствованному как из романтических традиций, так и из настоящего английского коттеджного сада. Выставка декоративно-прикладного искусства 1888 года положила начало движению к идеализированному стилю естественного загородного сада. Садовые проекты Робинсона и Джекила часто ассоциировались с домами в стиле «Искусство и ремесла». Оба находились под влиянием Уильяма Морриса, одного из лидеров Движения искусств и ремесел — Робинсон процитировал взгляды Морриса, осуждающие партерные цветники с геометрическими узорами (клумбы-цветочные ковры); Джекил разделял мистический взгляд Морриса на природу и использовал цветочные узоры на своих тканях для своего стиля садоводства. Когда Моррис построил свой Красный дом в Кенте, это повлияло на новые идеи в архитектуре и садоводстве: «старомодный» сад внезапно стал модным аксессуаром среди британского художественного среднего класса, а эстетика коттеджного сада начала эмигрировать в Америку.

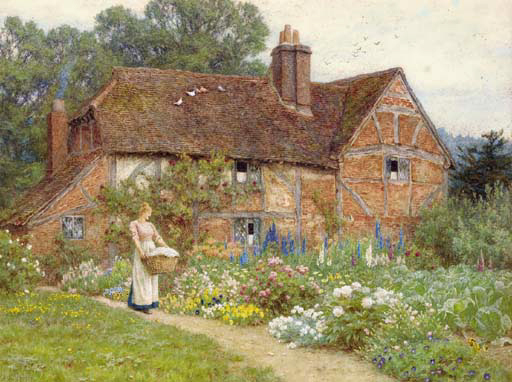
Акварель Хелен Аллингем, изображающая элитные пионы и современные дельфиниумы в идеализированном коттеджном саду, 1909 год.

В начале 20-го века термин «коттеджный сад» можно было применить даже к такому большому и изысканному саду, как поместье Хидкот, которое Вита Саквилл-Уэст описала как «коттеджный сад в самом прославленном масштабе», но где цвет гармонии были тщательно продуманы и контролировались, как в знаменитых «Красных границах». Саквилл-Уэст использовала аналогичные модели для своего собственного «коттеджного сада», одной из многих «садовых комнат» в замке Сиссингхерст — ее представление о дачном саду было местом, где «растения растут беспорядочно, цветущие кустарники смешиваются с розами, травянистые растения с луковичными предметами, вьющиеся растения, карабкающиеся по изгородям, сеянцы, прорастающие везде, где они решили посеять себя». Идеал коттеджного сада был также распространен такими художниками, как акварелист Хелен Аллингем (1848–1926). Еще одно влияние оказала Марджери Фиш (1892–1969), чей сад сохранился в поместье Ист-Ламбрук.
Коттеджный сад во Франции — это разработка начала 20 века. Ярким примером является сад Моне в Живерни, раскидистый сад, полный разнообразных насаждений, насыщенных цветов и водных садов. В наше время термин «коттеджный сад» используется для описания любого количества неформальных садовых стилей с использованием дизайна и растений, сильно отличающихся от их традиционного английского коттеджного сада. Примеры включают региональные вариации с использованием схемы травяных прерий (на Среднем Западе Америки) и коттеджных садов из калифорнийского чапара.

## Дизайн

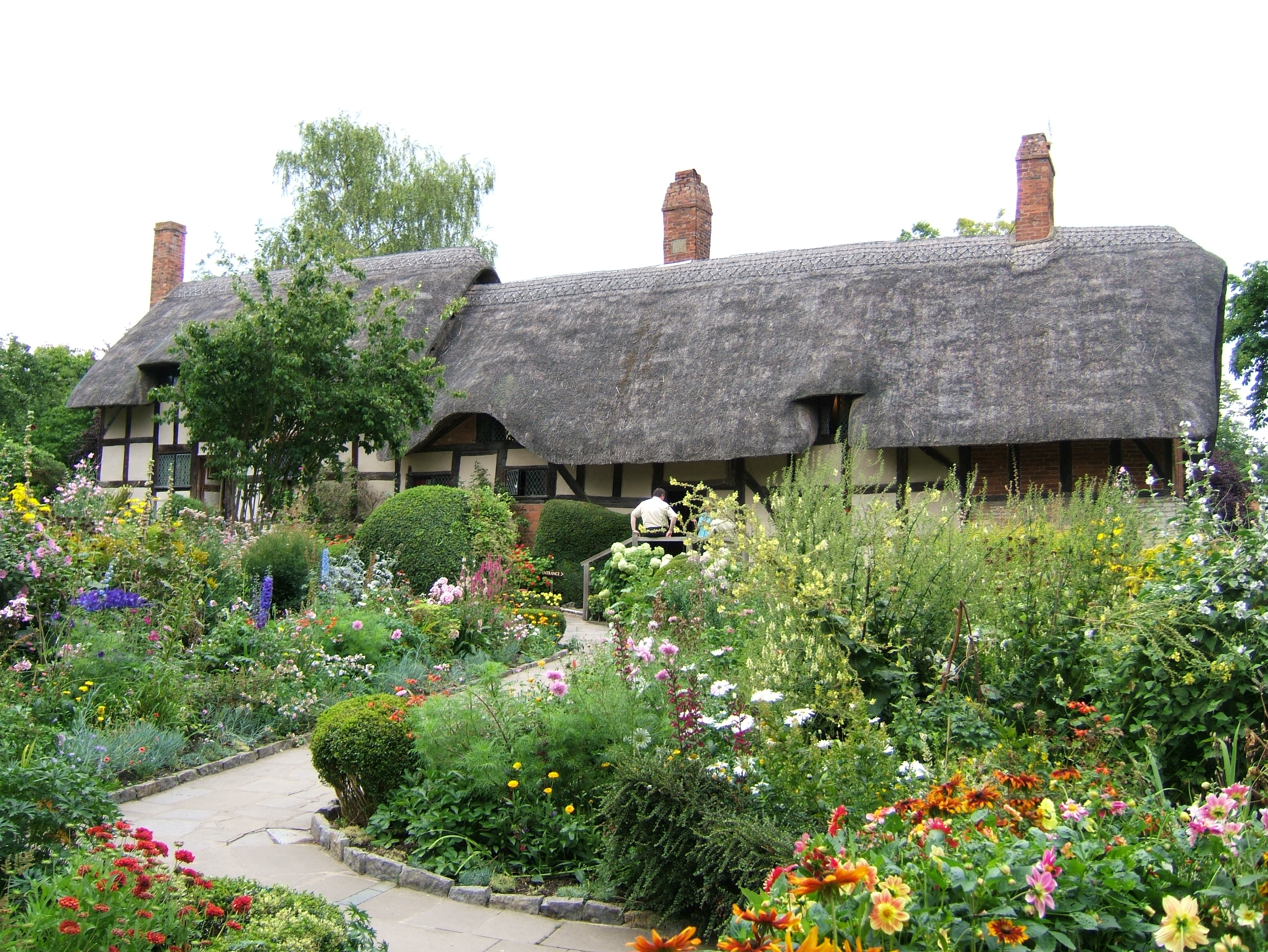
Коттедж и сад Энн Хэтэуэй, Стратфорд-на-Эйвоне, Уорикшир, Великобритания

В то время как классический коттеджный сад строится вокруг коттеджа, многие сады в коттеджном стиле создаются вокруг домов и даже поместий, таких как Hidcote Manor, с его более интимными «садовыми комнатами». Дизайн коттеджного сада основан больше на принципах, чем на формулах: он имеет неформальный вид, с кажущейся случайной смесью цветов, трав и овощей, часто упакованных на небольшой площади. Несмотря на внешний вид, дачные сады имеют дизайн и формальность, которые придают им изящество и очарование. Из-за нехватки места они часто располагаются на небольших прямоугольных участках с практичными функционирующими дорожками и живыми изгородями или заборами. Растения, планировка и материалы выбраны таким образом, чтобы создать впечатление непринужденности и загородной атмосферы. В современных дачных садах часто используются местные цветы и материалы, а не в традиционном дачном саду. Что их объединяет с традицией, так это непродуманный вид, использование каждого квадратного дюйма и богатое разнообразие цветов, трав и овощей.
Коттеджный сад спроектирован так, чтобы казаться бесхитростным, а не надуманным или претенциозным. Вместо художественных изгибов или грандиозной геометрии здесь искусно оформленная неравномерность. Бордюры могут подходить прямо к дому, газоны заменяются пучками травы или цветов, а грядки могут быть настолько широкими, насколько это необходимо. Вместо дисциплины крупномасштабных цветовых схем есть простота гармоничных цветовых комбинаций между соседними растениями. Общий вид может быть похож на «огород, засаженный цветами». Предполагалось, что метод посадки растений вплотную уменьшит количество прополок и поливов. Но некоторые особенности, такие как засаженные каменные дорожки, дорожки из дерна или подстриженные живые изгороди, заросшие своенравными лианами, по-прежнему нуждаются в своевременном уходе.

### Материалы
В дорожках, беседках и заборах используются традиционные или антикварные материалы. Деревянные заборы и ворота, дорожки, выложенные кирпичом или камнем местного производства, и беседки из натуральных материалов — все это придает дачному саду более непринужденный и менее формальный вид. В горшках, украшениях и мебели также используются натуральные материалы с традиционной отделкой — все выбрано так, чтобы создать впечатление старомодного загородного сада.

## Растения

### Обзор
До конца 19 века на дачных участках в основном выращивали овощи для домашнего потребления. Обычно половина огорода используется для выращивания картофеля, а половина — для выращивания других овощей, а также некоторых кулинарных и лекарственных трав. Джон Клавдий Лаудон много писал о коттеджных садах в своей книге «Энциклопедия садоводства» (1822) и в журнале Gardener's Magazine за 1826. В 1838 году он писал: «Я редко наблюдаю в дачном саду что-нибудь, кроме картофеля, капусты, бобов и фасоли; в некоторых случаях лук и пастернак и очень редко — горох». В выпуске журнала The Farmer's Magazine за 1865 год отмечалось, что «в Ирландии и на большей части высокогорья Шотландии картофель — единственное, что выращивают в коттеджном саду».
Современные дачные садовые растения обычно представляют собой цветы, выбранные из-за их старомодной и неформальной привлекательности. Многие современные садоводы используют семейные реликвии или «старомодные» растения и сорта, даже если они не были подлинными или традиционными садовыми растениями. Кроме того, есть современные сорта цветов, которые впишутся в дачный сад. Например, современные розы, выведенные Дэвидом Остином, подходят для коттеджных садов из-за их старомодного вида (многолепестковая форма и розеткообразные цветки) и аромата в сочетании с современными достоинствами выносливости, повторного цветения и устойчивости к болезням. В современных коттеджных садах часто используются местные растения и растения, адаптированные к местному климату, вместо того, чтобы пытаться заставить традиционные английские растения расти в несовместимой среде, хотя многие из старых фаворитов процветают в коттеджных садах по всему миру.

### Розы

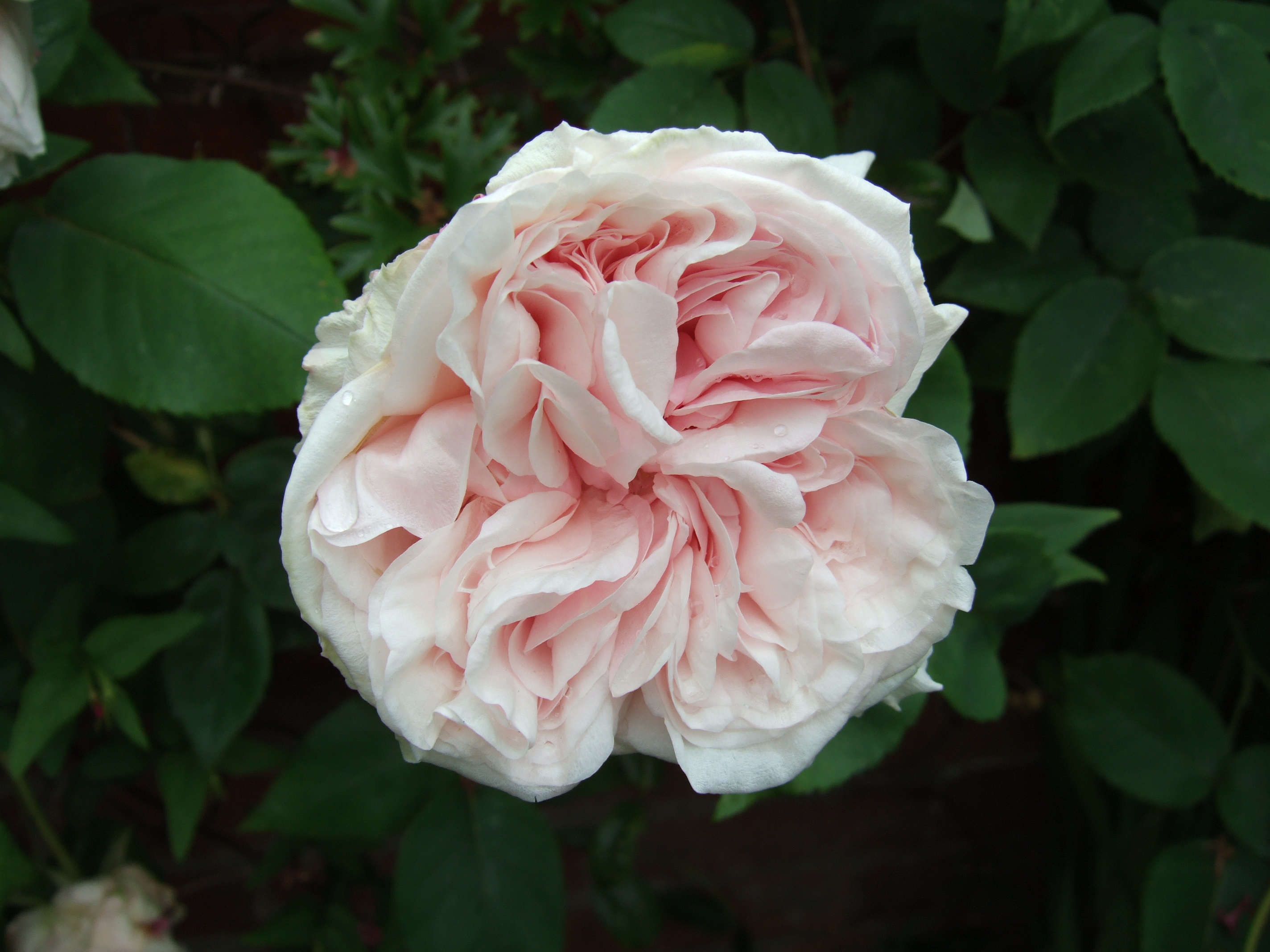
Альпинистский спорт элиты «Сувенир де ла Мальмезон», представленный до 1893 года, типичный для современного коттеджного сада.

Коттеджные сады всегда ассоциируются с розами: кустовыми розами, плетистыми розами и старыми садовыми розами с пышной листвой, в отличие от неуклюжих современных чайно-гибридных роз. К старым дачным садовым розам относятся культурные формы Rosa gallica, которые образуют густые холмистые кусты 0,9–1,2 м в высоту и ширину, с цветками от бледно-розового до фиолетового цвета, от одиночных до полностью махровых цветков. Они также очень ароматны и включают древнюю розу аптекаря (R. gallica 'Officinalis'), пурпурные цветы которой были сохранены исключительно из-за их аромата. Ещё одна старая ароматная садовая роза — дамасская роза (Rosa × damascena), которую до сих пор выращивают в Европе для использования в парфюмерии. Культурные формы этого растения растут до 1,2–1,8 м или выше, с плавно изогнутыми ветвями, которые помогают придать саду неформальный вид. Ещё выше обычно розы Rosa × alba, которые не всегда белые и хорошо цветут даже в полутени.
Прованская роза или Роза столистная (Rosa × centifolia) — это полная и толстая «капустная роза», прославившая голландских мастеров на их картинах 17-го века. Эти очень ароматные кустовые розы растут 1,5 м в высоту и ширину, с гибкими побегами, которой помогает формировка на арке или колонне. Эта роза дала много потомков, которые также являются фаворитами в дачных садах, в том числе разновидности моховой розы (розы с привлекательным «мшистым» ростом на цветочных стеблях и цветочных бутонах). В отличие от большинства современных гибридов, более старые розы цветут на прошлогодней древесине, поэтому их не обрезают сильно каждый год. Кроме того, поскольку они не цветут постоянно, они могут делиться своими ветвями с более поздними вьющимися растениями, такими как лианы клематиса, которые используют ветки роз для поддержки. Роза в коттеджном саду не отделена от других роз, с голой землей или мульчей под ней, а небрежно смешивается с другими цветами, лианами и почвопокровными растениями.
С появлением китайских роз (полученных от Rosa chinensis ) в конце 18 века было представлено множество гибридов, которые имели ремонтантный (повторно цветущий) характер китайских роз, но сохраняли неформальную форму и цветок старой розы. К ним относятся Бурбонские розы и Нуазетовые розы, которые были добавлены к ассортименту роз в коттеджном саду, а совсем недавно гибридные «английские» розы были представлены Дэвидом Остином.

### Вьющиеся растения

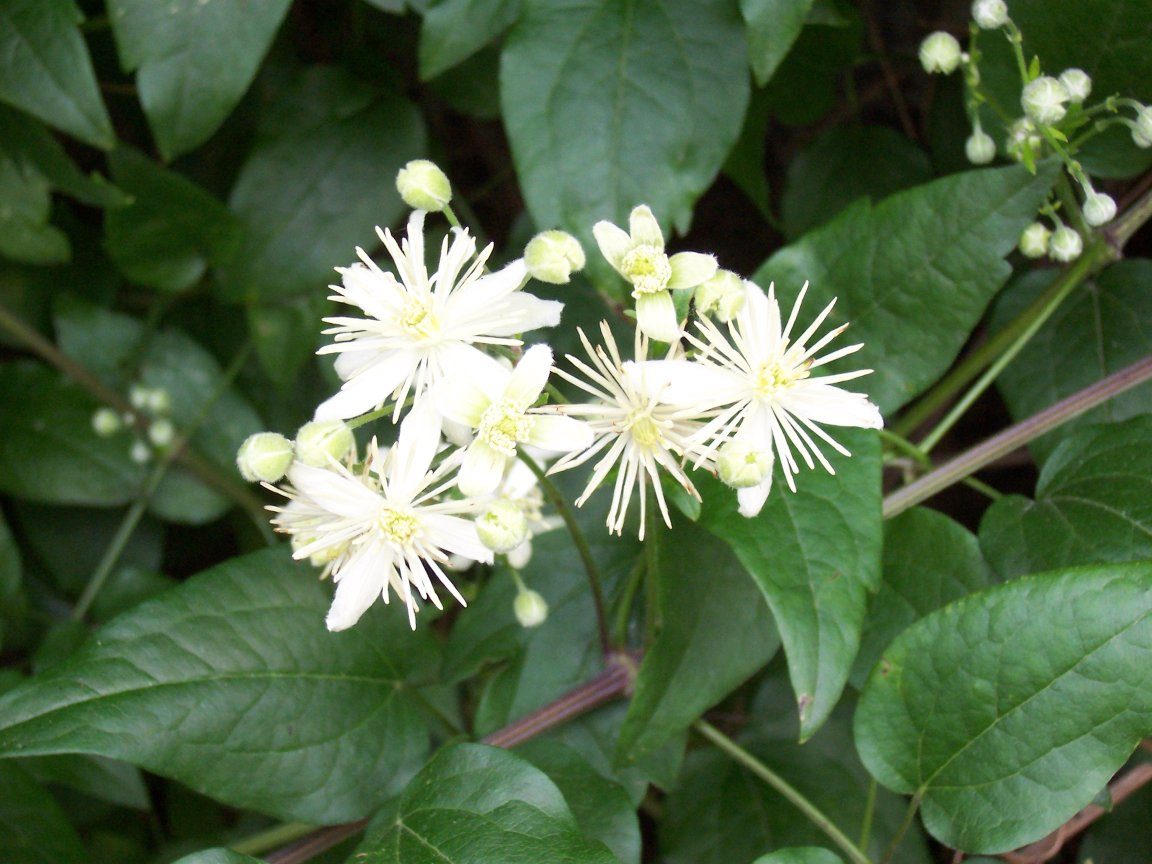
Клематис витальный

Перголы с вьющимися растениями стали популярны в английский коттеджных садах в  20 веке. У многих старых роз были сорта с очень длинными стеблями, которые можно было привязать к решеткам или стенам. Эти старые разновидности называются «бродягами», а не «альпинистами». Вьющиеся растения в традиционном дачном саду включали жимолость вьющуюся (Lonicera periclymenum) и клематис виноградолистный (Clematis vitalba). Современный коттеджный сад включает в себя множество гибридов клематисов, которые имеют старую привлекательность, с редкой листвой, которая позволяет им расти сквозь розы и деревья, а также вдоль заборов и беседок. Есть также много видов клематисов, используемых в современном коттеджном саду, в том числе Clematis armandii, Clematis chrysocoma и Clematis flammula. Популярные сорта жимолости для дачных садов включают японскую жимолость и Lonicera tragophylla.

### Растения для живой изгороди
В традиционном дачном саду живые изгороди служили заборами по периметру, чтобы не пускать мародерствующий скот, а также для уединения, а также для других практических целей. Из листьев боярышника делали вкусную закуску или чай, а из цветков делали вино. Быстрорастущая бузина, помимо создания живой изгороди, давала ягоды для еды и вина, а цветы жарили в кляре или делали из них лосьоны и мази. У дерева было много применений, в том числе игрушки, колышки, шампуры и удочки. Остролист был еще одним растением для живой изгороди, полезным, потому что быстро разрастается и даёт самосев. Бирючина также была удобной и быстрорастущей живой изгородью. Со временем более декоративные и менее утилитарные растения стали популярными для живой изгороди коттеджного сада, в том числе лавр, сирень, снежноягодник, айвочка и другие. 

### Цветы и травы

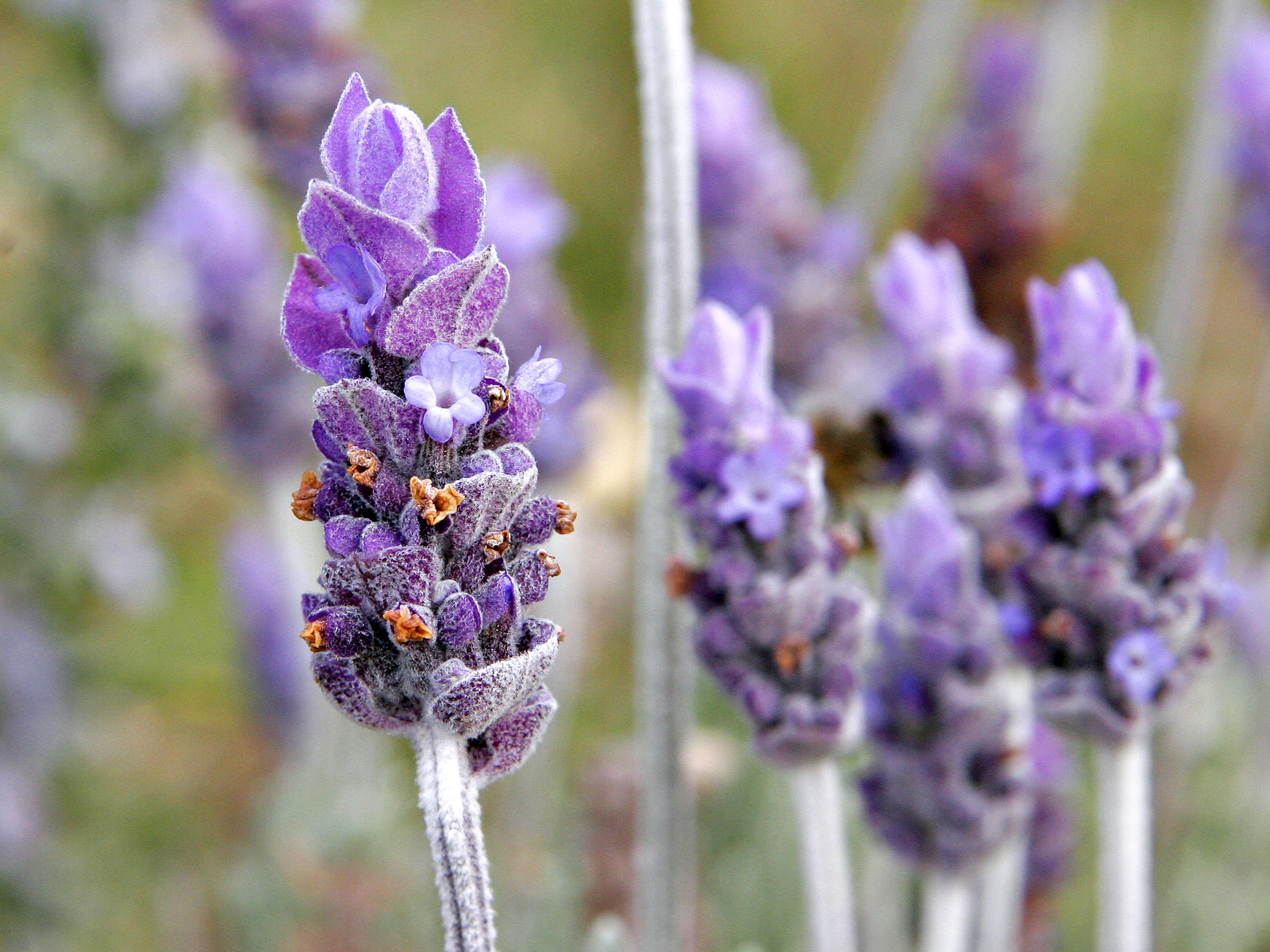
лаванда

Популярные цветы в традиционном дачном саду включали цветочные цветы, выращенные энтузиастами, такие как фиалки, гвоздики и примулы , а также цветы, выращенные с более практическими целями. Например, календула, выращиваемая сегодня почти исключительно из-за ее ярко-оранжевых цветков, прежде всего использовалась в пищу, для придания цвета маслу и сыру, для придания гладкости супам и тушеным блюдам, а также для всех видов целебных мазей и препаратов. Как и многие старые однолетние садовые растения и травы, он свободно самосевается, что облегчает его выращивание и распространение. Среди других популярных однолетников сада коттеджа были фиалки, анютины глазки, лёвкой и резеда . 
Многолетники были самой большой группой традиционных цветов для дачных садов  - те, у кого долгая история для дачных садов, включают мальвы, гвоздики, гвоздика турецкая, нивяк, бархатцы, лилии, пионы, тюльпаны, крокусы, ромашки, наперстянку, аконит, лаванду, колокольчики, купену, ослинник, ландыш, примула, первоцвет и многие сорта роз.
Сегодня о травах обычно думают как о кулинарных растениях, но в традиционном дачном саду они считались любым растением, используемым в домашнем хозяйстве. Травы использовались для изготовления лекарств, туалетных принадлежностей и чистящих средств. На пол вместе с камышом раскладывали душистые травы, чтобы скрыть запахи. Некоторые травы использовались для окрашивания тканей. Традиционные травы для дачного сада включали шалфей, тимьян, полынь лечебную, полынь, кошачью мяту, пижму, медуницу, мыльнянку, иссоп, подмаренник и лаванду.  

### Фрукты
Фрукты в традиционном дачном саду включали яблоко и грушу, для сидра и груши,  смородину и малину. Современный коттеджный сад включает в себя множество разновидностей декоративных фруктовых и ореховых деревьев, таких как яблоня и лещина, а также нетрадиционные деревья, такие как кизил . 

## Смотрите также
- Дизайн сада
- История ландшафтной архитектуры
- Ландшафтная архитектура

## Внешние ссылки
- Королевское садоводческое общество Британская садоводческая благотворительная организация
- The Cottage Garden Society Британское садоводческое общество